# Крейцерова соната (фильм, 1987)
«Крейцерова соната» — советский художественный фильм 1987 года, экранизация одноимённой повести Л. Н. Толстого.

## Сюжет
Некто Василий Позднышев, уважаемый в обществе и благородный человек, любящий муж и заботливый отец, решается поделиться со случайным попутчиком в поезде, как он оказался жестоким убийцей своей супруги, заподозрив ту в измене. В порыве ревности он закалывает её дамасским клинком.
Позднышев описывает события, приведшие к убийству жены. Клянётся, что действительно любил её; она была бедна и не имела влиятельных родственников. Но с первых же дней брака, по его мнению, всё пошло наперекосяк. Жена была тиха и скучна, много плакала, несмотря на все старания любящего мужа. Лишь знакомство с очаровательным скрипачом радовало её. Не придав этому большого значения, Позднышев оставил их наедине. Вернувшись, он застал жену в обществе музыканта. Скрипач в страхе убежал, а Позднышев схватил кинжал и убил неверную.

## В ролях
- Олег Янковский — Василий Позднышев
- Ирина Селезнёва — Лиза, жена Позднышева
- Александр Трофимов — случайный попутчик
- Дмитрий Покровский — Трухачевский
- Алла Демидова — пассажирка
- Лидия Федосеева-Шукшина — мать Лизы
- Ольга Токарева — сестра Лизы
- Александр Калягин — пассажир
- Михаил Глузский — пассажир
- Сергей Скрипкин — пассажир
- Александр Котов — студент-естественник
- Евгений Данчевский — брат
- Нина Агапова — Леокадия Петровна, модистка
- Екатерина Куравлёва
- Анна Тхостова — гувернантка
- Вера Бурлакова — няня
- Елена Водолазова — горничная
- Степан Крылов — Егор

## Награды
Государственная премия РСФСР имени братьев Васильевых.